# Artemis 3

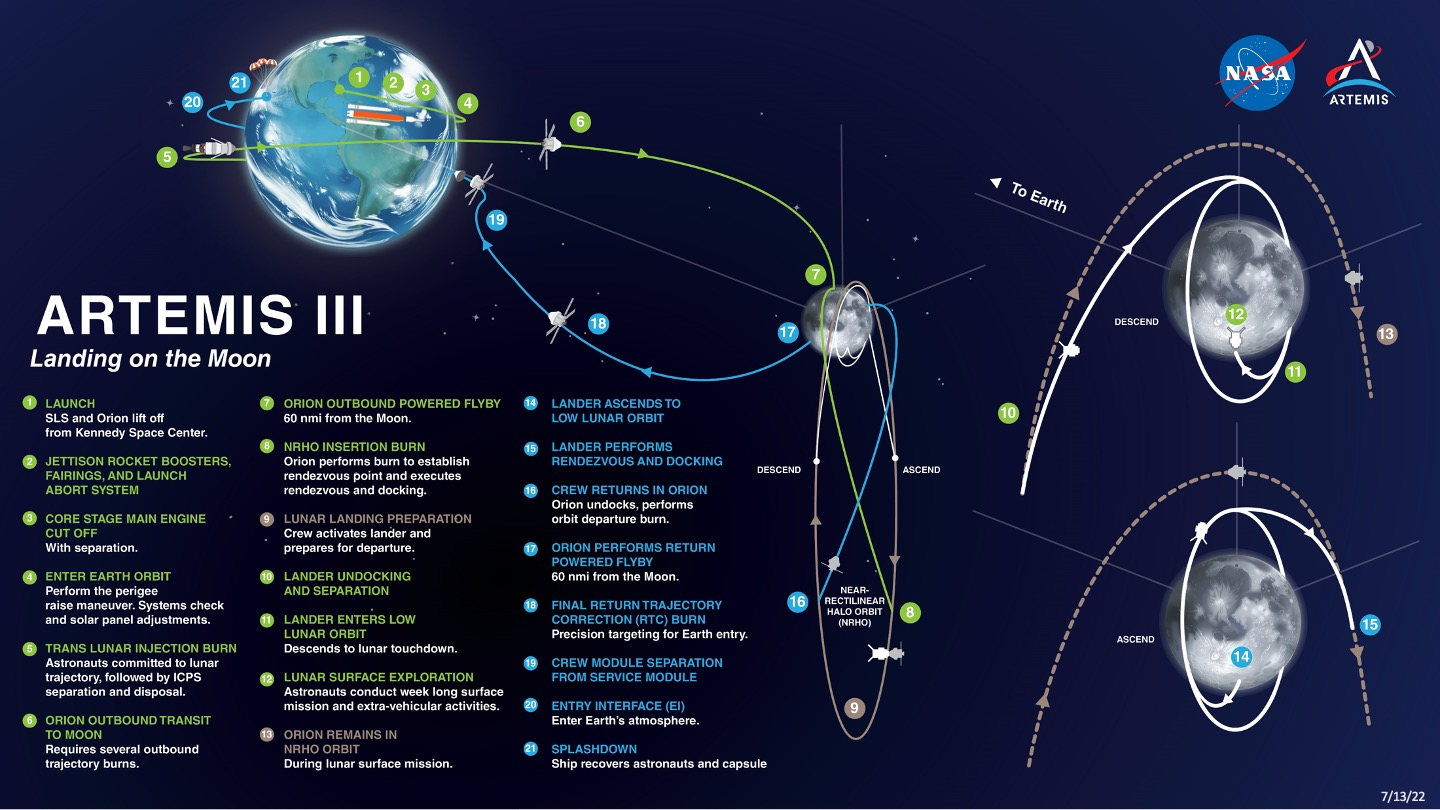
Artemis III Mision 2025

La misión Artemis 3 o Artemisa 3 (previamente conocida como Exploration Mission 3, EM-3 o Misión de Exploración 3) está previsto que sea la primera misión de aterrizaje tripulado en la Luna del programa Artemis y el primer vuelo tripulado del módulo de aterrizaje Starship HLS. Artemis III está previsto que sea la segunda misión tripulada de Artemis y el primer aterrizaje lunar tripulado estadounidense desde el Apolo 17 en diciembre de 1972.  En diciembre de 2023, la Oficina de Responsabilidad del Gobierno informó que no es probable que la misión ocurra antes de 2027;  a partir de enero de 2024, la NASA espera oficialmente que Artemis III se lance no antes de septiembre de 2026 debido a problemas con las válvulas en el sistema de soporte vital de Orión. 
En agosto de 2023, debido a retrasos en el desarrollo de Starship, los funcionarios de la NASA expresaron su apertura a volar Artemis III sin un aterrizaje tripulado. En este caso, la misión puede convertirse en una visita tripulada a la Gateway. En abril de 2024, se informó que las opciones de misión alternativas que la NASA está evaluando internamente incluyen una prueba de acoplamiento entre Orión y Starship HLS en la órbita terrestre baja.